# История протестантизма
Протестантизм как идеология и международная историческая сила оформился в XVI веке, когда Мартин Лютер и Жан Кальвин возглавили массовое движение против духовной монополии католицизма. Однако история протестантизма прослеживается в более ранние века, идеалом движения было возвращение к раннему христианству. На протяжении многих веков питательной почвой для антикатолических настроений в Европе были претензии папства на светскую власть и упадок нравов римской курии. С началом Реформации протестантизм стал одним из определяющих духовных и политических движений сначала в Европе, а затем и в мире. Различные протестантские конфессии на протяжении веков предлагали свои варианты решения духовных проблем и обеспечения религиозных потребностей верующих.
Количество протестантов в мире к началу XXI века оценивается примерно в 600—800 млн человек.

## Предшественники
В XIV веке широкое распространение в Англии получила проповедь Джона Уиклифа. Он выступал против папской власти, за упразднение монашества, за нестяжательство духовенства. Уиклиф перевёл Библию на английский язык. Его сторонники (лолларды) разошлись по Англии в красных одеждах, произнося зажигательные речи. За отрицание реальности присутствия Христа в ритуале причащения Уиклиф был обвинён в ереси и некоторое время провёл в тюрьме. Уиклиф написал памфлет «О Христе и его противнике Антихристе», где объявил Папу Антихристом.
Проповедь Уиклифа в следующем, XV веке стала идеологическим фундаментом гуситского движения. Ян Гус также перевёл Библию на народный (чешский) язык, тоже бурно протестовал против торговли индульгенциями и сравнивал Папу с Антихристом. Констанцский собор (XVI вселенский собор, 1414—1418) осудил ереси Уиклифа и Гуса; последний был схвачен и сожжён (1415). Даже после разгрома гуситов в Чехии сохранились тайные общества, по своей идеологии фактически протестантские (например, «Чешские братья»).
К началу XVI века в Германии широко распространилась гуманистическая идеология (Эразм Роттердамский, Рейхлин, Ульрих фон Гуттен и др.). В силу традиционных для Германии антипапских настроений она нередко содержала антикатолические элементы, часто под флагом возврата к устоям, очищения христианства и т. д.

## Реформация

### Мартин Лютер
Вождём религиозной революции стал Мартин Лютер. Глубоко верующий по натуре, он вскоре по окончании Эрфуртского университета постригся в монахи-августинцы (1505). В 1509 году занял кафедру философии в Виттенбергском университете, но затем защитил богословскую диссертацию, стал доктором теологии и перешёл на кафедру богословия. Одновременно читал проповеди в церкви и имел в этом большой успех. В 1510 году Лютер совершил деловую поездку в Рим и был потрясён тамошними легкомысленными нравами.
Первое открытое выступление Лютера против церковной политики состоялось в 1517 году — он публично и яростно осудил торговлю индульгенциями, затем прибил на церковные двери 95 тезисов с изложением своей позиции. Этот шаг вызвал волну солидарности, поддержанную саксонским курфюрстом Фридрихом Мудрым и быстро распространившуюся по всей Германии. Лютера вызвали в Рим, но сторонники отсоветовали ему ехать туда. Далее из Рима последовал ряд уговоров, угроз и диспутов. На Лейпцигском диспуте в 1519 году Лютер расширил свою критику, поставив под сомнение главенство Папы и римской церкви. Его поддержал Филипп Меланхтон, будущий кодификатор протестантизма.
Папский указ, запрещавший продолжать полемику, был проигнорирован. Лютер написал и издал три темпераментно написанные книги, в которых изложил свою программу:
- Сбросить с Германии папское иго.
- Отменить священство, монашество и церковное землевладение.
- Свести таинства к двум, прямо упомянутым в Евангелиях: крещение и причащение. В частности, отменить мессу и культ святых как идолопоклонство: Бог не нуждается в посредниках. Открыть свободный доступ к Библии.
- Покончить со светской властью церкви и злоупотреблениями вроде индульгенций.

Открытое противостояние началось в 1520 году. Папа издал буллу «Exsurge Domine», в которой отлучил Лютера от церкви и предал проклятию. Курфюрст Фридрих буллу отклонил, а Лютер её демонстративно сжёг в присутствии и с одобрения профессоров и жителей Виттенберга.
Император Карл V, пытаясь уладить конфликт, созвал сейм в Вормсе (1520), пригласил туда Лютера и выдал ему охранную грамоту. Лютер поехал; вдоль дороги его приветствовали восторженные толпы сторонников. Сейм издал «Вормсский эдикт», в котором осудил взгляды Лютера и постановил сжечь его полемические сочинения. Лютер скрылся в Вартбурге, где вместе с Меланхтоном и Агриколой занялся переводом Библии. Немного позже Лютер вернулся в Виттенберг, ставший с этого момента центром Реформации. Позднее к списку городов — оплотов Реформации добавились Цюрих и Страсбург.
Многие курфюрсты присоединились к реформаторам. Карл V, занятый войной с Францией, вначале не мог вмешаться. В Германии начались мятежи и смуты, которые Лютер сурово осудил. Князья-протестанты конфисковали церковные земли. Участились погромы церквей, уничтожение католической утвари, изгнание лояльных Риму священников. Широко распространилось ожидание конца света и установления тысячелетнего царства Христа.
Сплотив своих сторонников, Лютер провёл ряд церковных реформ: удалил иконы, отменил мессу, составил новый катехизис. Пасторы теперь назначались князьями (позже — избирались), главным их занятием вместо ритуалов стала проповедь. Часть реформаторов, несогласных с его позицией, образовала автономные конфессии: кальвинисты (Швейцария, Франция, южная Германия — Цвингли, Кальвин), анабаптисты (Саксония, Томас Мюнцер). Непрестанно продолжались раздоры по разным вопросам и среди лютеран, особенно немецких со швейцарскими. В 1529 году Лютер и Цвингли встретились для примирения, но не достигли цели; Цвингли отрицал присутствие Христа в момент причастия, а Лютер в это верил.
Около 1527 года Реформация распространилась на всю Скандинавию (Густав Ваза в Швеции, Фридрих I в Дании), а вскоре, в особой форме англиканства, на Англию и Швейцарию. В Шотландии образовались пресвитерианская церковь, а также различные радикальные пуританские общины.
В 1529 году император Карл на рейхстаге добился подтверждения Вормского эдикта (действие которого было приостановлено в 1526 году); антикатолические князья выразили протест (с этого момента вошло в обиход слово «протестанты») и заключили военный союз (Шмалькальден, 1531). В 1530 году протестанты приняли написанное Меланхтоном каноническое «Аугсбургское исповедание» (28 статей); оно планировалось как компромиссная общая платформа с католиками, но Ватикан эту программу отверг. Через год Меланхтон составил «Апологию Аугсбургского исповедания», уже без оглядки на католиков, подробно прокомментированную и дополненную.
51 из 65 «имперских городов» стали протестантскими. Из германских земель Реформация победила в Саксонии, Пруссии, Померанни, Вюртемберге, Бранденбурге, Мекленбурге. В Швейцарии вспыхнула гражданская война (1531), в ходе которой был убит Цвингли, но во многих кантонах протестантизм устоял.
Карл, на этот раз занятый войной с турками, пошёл на уступки и заключил перемирие (1532), по которому протестантам разрешалось исповедовать лютеранство, но не проповедовать его. Впрочем, проповедь продолжалась, несмотря на запрет.
Встревоженный Рим начал контрнаступление. В 1540 году были основаны орден иезуитов и римская инквизиция. Тридентский Вселенский собор (1545—1563) проклял реформаторов; развернулись казни активных проповедников и даже рядовых «еретиков». Однако Реформация ширилась. Наибольший успех, помимо уже названных стран, она имела в Нидерландах, в Прибалтике, во Франции. Даже в Польше, Италии и Испании появились свои протестанты. Расширялся культ «новых мучеников веры», начиная с Яна Гуса.
В 1530-е годы появились анабаптисты («перекрещенцы») — радикальное крыло Реформации. Они требовали крещения только в сознательном возрасте, отвергая крещение младенцев, считали государственную власть абсолютным злом, а себя объявили Божьими избранниками. Ряд идеологов требовали раздела имущества, отказа от института брака и т. д. С этой анархо-утопической общиной беспощадно боролись как католические, так и протестантские власти. Некоторое время с ними сотрудничал Мюнцер, хотя его идеология не совпадала с анабаптистской. Другие особенности анабаптистов — бескомпромиссный антитринитаризм, отвращение к военной службе. В 1534—1536 гг. анабаптисты организовали в Мюнстере (Вестфалия) коммуну с общим имуществом и многожёнством. Умеренные круги анабаптистов дали начало современным баптистам, меннонитам, квакерам и др.
В 1546 году умер Лютер. Император Карл V, поладив с турками, стянул в Германию наёмников и в нескольких сражениях разбил протестантов. Начавшаяся реакция восстановила большинство князей против Карла, и при содействии Франции император был изгнан. После двух военных кампаний Карл, чуть не попавший в плен, смирился и пошёл на Аугсбургский мир (1555), по принципу «чья страна, того и вера» (cujus regio, ejus religio).

### Жан Кальвин
Жан Кальвин родился в Нуайоне (северная Франция) в семье муниципального чиновника. Ещё в детстве принял постриг, но затем обучался в нескольких университетах, где были и лютеране. После обострения конфликта между католиками и протестантами во Франции Кальвин порвал с римской церковью и эмигрировал в Швейцарию, где быстро завоевал авторитет как теолог.
В 1541 году Кальвин был приглашён руководить церковной жизнью Женевы и задался целью превратить этот город в «Святой град». В отличие от лютеран, Цвингли, Кальвин и др. сделали попытку установить в швейцарских городах теократию с достаточно жёсткой дисциплиной. Мораль поддерживалась судебными мерами. Созданная ими церковь получила название реформатской, а во Франции её сторонников называли гугенотами. Жёсткий контроль за нравами включал обязательное посещение церкви по воскресеньям, нахождение дома после 21 часа, запрет «неприличных» танцев, одежд, причёсок и т. д. Была введена смертная казнь даже за прелюбодеяние и богохульство. В 1553 году казнили испанского эмигранта, анабаптиста Сервета (за неприятие Троицы). Основной труд Кальвина: «Наставление в христианской вере» (1559). Это классический кодекс протестантизма, охватывающий вероучение, философию, этику.
Из франкоязычной Женевы Кальвин руководил пропагандой протестантизма также и во Франции, где число гугенотов быстро росло. Центром французской Реформации стала Ла-Рошель. Здесь в 1571 году состоялся VII Национальный синод, на котором в присутствии и при участии Иоанны III, королевы Наваррской, её сына Генриха Наваррского (впоследствии король Генрих IV), принца Луи Конде, адмирала Гаспара II де Колиньи и других высокопоставленных французских гугенотов было торжественно подтверждено Галликанское исповедание. Этот главный вероучительный документ Реформатской церкви Франции, впервые принятый в 1559 году, получил с тех пор второе имя — Ла-Рошельское исповедание.
Активная миссионерская деятельность вскоре превратила кальвинизм в основную протестантскую конфессию и распространила его на многие страны — Нидерланды, Шотландию, североамериканские колонии и др.

## Распространение по отдельным странам

### Австрия, Венгрия, Чехия (Священная Римская империя)
В течение XVI века количество протестантов (преимущественно кальвинистов) в империи быстро росло, в Венгрии и Чехии католицизм был практически полностью вытеснен. Вначале австрийские императоры старались избегать обострения религиозных конфликтов, император Матвей (1557—1619) поддерживал широкую свободу вероисповедания. Положение изменилось при императоре Фердинанде II, воспитаннике иезуитов, который разгромил чешское реформационное движение (битва на Белой Горе, 1620 год), изгнал из страны активных протестантов (более 100 тысяч человек) и конфисковал их имущество. К концу XVII века католицизм в империи вернул себе господствующие позиции, хотя в Венгрии и Чехии сохранилось небольшое количество протестантских общин.

### Англия и Шотландия
Реформация в Англии пошла по особому пути — реформации сверху. Основная цель была не идеологическая, а политическая: подчинение церкви государству, поэтому радикальные реформы не понадобились.
Генрих VIII, не поладив с Папой по деликатному вопросу о своём разводе (с Екатериной Арагонской), провозгласил суверенитет английской (англиканской) церкви (1534), утвердил себя (через парламент) её главой, распустил монастыри и монашеские ордена, отобрал в казну церковные земли и велел перевести богослужение на английский язык. Однако значительная часть католических традиций была сохранена: целибат, месса, исповедь, церковная иерархия, признание свободы воли, апостолической преемственности и др.
Одновременно в Англии и Шотландии быстро распространяется учение кальвинистов, которых получили название «пуритане»; они считали недостаточными реформы англиканской церкви. Фактически король вёл борьбу на два фронта: против «папистов» и радикальных пуритан. Паписты считались предателями, заслуживающими виселицы, а пуритане как еретики подлежали костру. При Эдуарде VI (правил 1547—1553) пуритане были частично узаконены, англиканская традиция несколько сближена с лютеранством — в частности, отменён целибат. «Книга общих молитв» (1562) остаётся в силе по сей день, из неё исключена лишь молитва против Папы.
Ещё долгое время притеснения кальвинистов продолжались (их полная легализация наступила только в XVIII веке). Центром пуритан был Кембридж. Среди них выделились два основных направления:
- Умеренное — пресвитериане. У них были выборные пресвитеры и синоды. Эта конфессия до наших дней сохранила статус государственной церкви Шотландии.
- Более радикальное — конгрегационалисты (выступавшие в политической сфере как «индепенденты»), которые отменили церковную иерархию и склонялись к республиканству.

На протяжении нескольких последующих столетий не прекращались попытки восстановить в Англии католицизм, но ни испанское нападение, ни усилия монархов-католиков не имели успеха. Последний король-католик, Яков II, был за покровительство католикам свергнут («Славная революция», 1688 год), после чего был принят «Акт о престолонаследии», запрещавший католикам занимать английский престол. Дискриминация католиков прекратилась только в середине XIX века.
Во время английской революции индепендентское меньшинство практически руководило армией и страной. После Реставрации приняли сначала «Акт о единообразии» (1559) в пользу англиканства, но после «Славной революции» его заменил «Акт о веротерпимости» (1689 год). С 1620 года начинается массовая эмиграция конгрегационалистов в Америку, где они вскоре стали влиятельной и многочисленной конфессией.

### Дания и Норвегия
Реформация в Дании, чей король тогда правил также Норвегией, прошла относительно мирно. С началом Реформации уже первые выступления Ганса Таусена и других лютеранских проповедников встретили благожелательный приём как в окружении короля Фредерика I, так и среди простых горожан и крестьян. Кристиан III, сын Фредерика I, в 1536 году объявил евангелическую (лютеранскую) церковь государственной, сместил норвежского архиепископа Олава Энгельбректссона и других католических епископов, провёл секуляризацию церковной собственности. Большинство приходских священников Дании и Норвегии согласились подчиниться новой церковной организации. В 1550 году был издан перевод Библии на датский язык.
Особенностью Реформации в Дании было отношение к монастырям, которые не были закрыты, хотя и обложены налогами. Новых послушников принимать не разрешалось. В итоге монастыри существовали ещё 30 лет после начала церковных реформ.

### Нидерланды
Нидерланды в XVI веке находились под властью испанской короны. Лютеранство не завоевало тут значительного количества сторонников, но в 1540-е годы здесь начал бурно распространяться кальвинизм, так что к 1560-м годам большинство населения были реформатами.
С 1559 по 1567 год правительницей страны была Маргарита Пармская, но испанский король Филипп II был недоволен её правлением и потребовал полностью искоренить опасную «протестантскую ересь». В ответ на произвол инквизиции, налоговый гнёт и казни еретиков оформилась аристократическая оппозиция (так называемая Лига господ, 1562 год), которую возглавили принц Вильгельм Оранский, граф Ламораль Эгмонт, адмирал Горн. Они стали во главе народного восстания против испанской тирании.
В августе 1566 года противостояние испанцам приобретает вооружённый характер, восставшие громили в первую очередь католические церкви и монастыри. Число погромов во Фландрии было более 400, а по всем Нидерландам более 5500. Всё это привело в ярость Филиппа II. Он сместил Маргариту Пармскую, а вместо неё назначил правителем страны талантливого полководца герцога Альбу, который вступил в страну 22 августа 1567 года во главе огромной армии. В сентябре Альба учредил Совет по делам о мятежах, получивший неограниченные права на расследование дел еретиков. Этот Совет получил название Кровавого. За время его деятельности к смерти было приговорено около 2000 человек. Конфликт 1568—1648 года получил название «Восьмидесятилетней войны».
На соборе 1571 года в Эгмонте восставшие решили принять пресвитерианскую систему управления церковью. Собор также принял Нидерландское исповедание.
Восстание на суше было подавлено, однако голландцы, отличные мореходы, начали партизанскую войну на море. Вслед за этим началось восстание и в других городах севера страны. Герцог Альба осадил Лейден, но после многомесячной осады так и не смог его взять. В конце 1573 года он был отозван из Голландии, не добившись успеха.
В 1574 году Дордрехтский синод подтвердил Нидерландское исповедание, которое наряду с Гейдельбергским катехизисом стали основным вероучительными текстами реформатов Голландии. В 1575 году в Лейдене открылся университет, основной задачей которого была подготовка кадров для Реформатской Церкви Голландии.
В 1579 году в Аррасе дворяне заключили союз, одним из условий которого было признание Филиппа II законным правителем страны. В ответ на это представители северных провинций заключили свой союз — Утрехтскую унию. Эти союзы фактически разделил страну на две части — южную католическую (будущую Бельгию) и северную протестантскую.
Несколько первых лет войны были успешными для испанских войск. Однако затем перевес постепенно перешёл к нидерландским войскам, которые успешно выдерживали осаду испанцев. Одним из переломных моментов в войне был захват Антверпена испанскими солдатами (1585 год), убившими 10 тысяч мирных жителей. Это привело к бегству на север многих жителей фламандских городов и усилению сопротивления против испанской оккупации. После этого военные действия то утихали, то вновь возобновлялись в течение ещё 60 лет, но исход войны был уже решён. Большую помощь восставшим тайно, но постоянно оказывала протестантская Англия. Окончательно независимость Северных Нидерландов была признана только по итогам Вестфальского мира в 1648 году.

### Польша (Речь Посполитая)
Монархи Речи Посполитой, включавшей территории современных Польши, Литвы, Беларуси и Украины, традиционно старались поддерживать мир между католическим большинством и православным меньшинством (многие крупные шляхтичи были православными). Появление протестантов нарушило это шаткое равновесие. В результате агрессивной католической контрреформации протестантизм в Речи Посполитой, поначалу достаточно распространённый, был к 1750 году практически искоренён.
С самого начала польская реформация была уделом высших и средних слоёв общества, главным образом в городах северо-запада (Кельце, Люблин, Жемайтия). Нигде реформация не оказала большого влияния на сельское население, исключение составляли только жители западного пограничья. У движения отсутствовали могущественные покровители. Магнаты рассматривали принадлежность к той или иной конфессии как своё частное дело, как часть дворянских вольностей.
В Речи Посполитой сосуществовали три различных реформатских течения.
- На западе и в Великой Польше распространилось лютеранство, в основном усилиями снизу.
- Кальвинизм, напротив, распространялся при поддержке магнатов сверху в Малой Польше, Великом княжестве Литовском и Галиции, нередко путём административного перевода церковных приходов из католичества в кальвинизм.
- Наконец, из кальвинизма выделилось антитринитарное движение польских братьев[15].

Первым из реформатских течений в Польше проявило себя лютеранство, в 1520-х годах быстро распространившееся среди немецкого населения Королевской Пруссии, Великой Польши и Силезии. Эдикт Сигизмунда I Старого 1523 года провозглашал, что всякий, кто «будет распространять указанные лютеранские произведения, продавать их, покупать, читать, или провозглашать учение Лютера, защищать его или восхвалять, или противиться сожжению указанных книг, подлежит сожжению на костре и конфискации всего имущества».
Крупные экономические центры, такие, как Гданьск, Торунь или Эльблонг, добились от короля Сигизмунда II Августа расширения признанной им религиозной автономии. Позднее кальвинизм стал всё более популярным среди польской шляхты, тем более, что он признавал решающую роль светских патронов в церковных делах. За движением протестантов последовала едва шестая часть шляхты, однако это была её элита, получившая образование в зарубежных университетах, занимавшая передовые позиции в отстаивании прав и имущества. Элита дворянства требовала участия священников в уплате налогов, которые шли на оборону государства, отмены церковной юрисдикции по светским делам, ликвидации десятины. Успех реформатского движения в Польше совпал с развитием привилегий шляхты, к которым стали относить, в частности, право выбирать себе религиозную конфессию. Окончательно данное право было признано Варшавской конфедерацией в 1573 году.
Попытки, направленные на привлечение сторонников к той или иной конфессии, привели к развитию польской литературы. Наиболее ранним центром печати стал Кёнигсберг в герцогстве Пруссия. Здесь в 1530 году был напечатан переведенный на польский язык катехизис Лютера, двумя годами позднее — его Большой катехизис, а в 1561—1562 годах на польский язык были переведены некоторые его письма. Только лишь в XVI веке было издано 16 различных катехизисов на польском языке. Помимо них, были опубликованы «Песни духовные и божественные» (переизданные несколько раз с 1547 года), «Канционал» (сборник песнопений) Петра Артомиуса (12 изданий с 1578 по 1728 г.), «постиллы» (сборники комментариев к Библии и другим священным текстам, издавались с 1557 года) Важным достижением протестантов было издание Брестской Библии в 1563 году. Под защитой покровителей из числа магнатов и шляхты возникали протестантские школы, церкви и типографии. В 1554 году в Сломниках состоялся первый синод кальвинистов.
Несмотря на это, протестантство Польши не объединилось, в отличие от других стран Западной Европы. Среди различных протестантских течений в Польше появились анабаптисты (ныне меннониты), а после 1548 г. в Великой Польше начали оседать изгнанные со своей родины чешские братья.
На фоне дипломатических и общественных конфликтов в 1562—1565 годах произошёл раскол среди сторонников кальвинизма. Под влиянием итальянских антитринитариев, главным образом Фауста Социна, возникла церковь польских братьев (которых противники прозвали «арианами» в память о раннехристианской ереси), к которым присоединилась значительная часть интеллектуальной элиты протестантов.
Исключение польских антитринитариев из Сандомирского договора, заключённого в 1570 году, одобренного кальвинистами и чешскими братьями и поддержанного в других протестантских странах Европы, ослабило позиции польской Реформации и свело к нулю шансы на создание национального общепротестантского движения. Протестантизм был встречен с почти полным равнодушием сельским населением, однако нашёл сторонников в таких городах Польши, как Краков или Познань.
На рубеже XVI и XVII веков, однако, в данных городах собрания представителей различных конфессий постепенно прекратились. Причиной тому были нападения на магазины, жилища и даже погромы иноверцев. Погромы, организованные по инициативе католической церкви, сопровождались полным безучастием светских властей. В частности, подобный погром произошёл 10 июля 1591 года в Вильне, где толпа католиков сожгла церковь, дом, приют и школу реформатов-евангелистов. В том же Вильне в 1639 г. имели место частые стычки на религиозной почве, жертвами которых снова стали кальвинисты. Они были вынуждены покинуть город, а их собор на улице Святомихайловской был разрушен.
Волнения и религиозные преследования в Польше во многом подпитывало то, что польский сейм, в котором преобладали католики, отказывался принимать постановления по внедрению решений Варшавской конфедерации, а король Сигизмунд III Ваза, находившийся под сильным влиянием иезуитов во главе с Петром Скаргой, был активным противником Реформации.
Сразу после «шведского потопа» (1655−1660 годы), когда Речь Посполитая с трудом избежала раздела между иноверными соседями, Католической церкви удалось юридически и фактически отменить постановления Варшавской конфедерации. В 1658 году сейм обвинил протестантов в поддержке интервентов и изгнал их из страны; они бежали главным образом в Голландию, где до сих пор находится их библиотека.
В 1668 году сейм запретил под страхом смерти отступление от католицизма. В начале XVIII века последовал быстрый упадок протестантского движения. Шляхтичи, как протестанты, так и православные, в массовом порядке переходили в католицизм. В настоящее время протестантизм в Польше представлен немногочисленными и разрозненными церквями, число сторонников которых не превышает нескольких процентов польского населения.

### Россия
Первые протестантские (немецкие) общины появились в России ещё при жизни Лютера (при царе Василии III). И в дальнейшем московские цари предпочитали приглашать в Россию протестантов, а не католиков; всем им гарантировалась полная свобода вероисповедания (хотя в выписке Посольского приказа (1695) говорилось, что «люторы и кальвины… отстоят еретичеством своим от восточного благочестия дальше католиков»). Всем иноверцам ставилось жёсткое условие: не пытаться обращать православных в свою веру; попытки миссионерства карались с крайней жестокостью (обычно костром).
Протестанты стали массовой общиной в России с присоединением Прибалтики и Польши, а в XIX веке — Финляндии. В конце XVII века в Москве были 3 лютеранские церкви и одна реформатская; вскоре кирхи и протестантские школы появились в Астрахани, Архангельске и других крупных торговых городах. Начиная с Петра I, делами российских иноверцев ведал Синод (позднее — Юстиц-коллегия Лифляндских, Эстляндских и Финляндских дел). Им дозволялись браки с православными при условии, что дети будут воспитываться в православии. При Екатерине II поощрялось расселение немцев в Саратовской и Самарской губерниях. В 1817 году было создано Министерство духовных дел и народного просвещения.
В 1832 году Николай I утвердил Устав протестантских церквей в Российской империи. По уставу, общины избирали высший совет (конвент), следивший за соблюдением религиозных и государственных законов. Правовое положение пастора приравнивалось к дворянскому, часть его жалованья шла из казны.
С 1857 года все вероучения делились на 4 класса: православие, другие христиане, раскольники, нехристиане. Второй класс (инославные), в свою очередь, особо выделял официально признанные конфессии (лютеране, англикане, реформаты); все прочие протестантские конфессии относились к третьему классу (раскольники) и назывались просто «сектами», причём среди них выделяли «особо вредные секты» (в первую очередь баптистов). С ходом времени в России появились и собственные неправославные общины (хлысты, скопцы, духоборы, молокане, штундисты и др.), вероучение которых местами было близко к протестантскому. «Сектантов» власти беспощадно притесняли. Свод законов Александра II подтвердил запрет на миссионерство, отчего особенно страдали российские баптисты. Распространение баптизма в империи особенно усилилось во второй половине XIX века. К 1910 г. число баптистов в России, по их собственным оценкам, выросло до 100000.
Только 17 апреля 1905 года Николай II подписал указ «Об укреплении начал веротерпимости», по которому отпадение от православия перестало быть уголовным преступлением. Всего в 1912 году протестанты составляли 4,85 % всего населения России; в Петербурге их было намного больше: 12,59 %, а число крупных протестантских храмов в столице достигло 22.
В 1914 году, в связи с началом войны, резко усилились антинемецкие настроения. Многие немцы-протестанты уехали на историческую родину. В советское время протестантские общины подвергались гонениям.
По официальным данным министерства юстиции России, на 1 января 2003 года в России зарегистрировано около 5 тыс. протестантских церквей; предполагается, что примерно такое же количество незарегистрированных. Активных членов церквей более 1 млн человек.

### Соединённые Штаты Америки
Начальные этапы американского протестантизма подробно описал Коттон Мэзер (1662—1727) в своей книге «Великие деяния Христа в Америке, или Церковная история Новой Англии» (1702). Началом английской колонизации в Америке считается 1620 год, когда корабль «Мэйфлауэр» доставил в Вирджинию «отцов-пилигримов». На борту этого корабля был подписан «Ковенант» (завет, договор) о гражданском и политическом единстве, а также провозглашена главная цель: распространение христианства. Центром пуритан стал Бостон.
Протестантские поселения на восточном побережье быстро росли, жизнь в них регулировалась идеологией общины, составляющей большинство; нарушителей рассматривали как еретиков, их изгоняли, бичевали, отрезали уши, в ряде случаев даже казнили. Общее недоброжелательство вызывали квакеры за их «анархизм», баптисты и католики; любопытно, что многие католики из-за преследований в Англии тоже были вынуждены эмигрировать в Новый свет, где расселились в штате Мэриленд и выступали с необычными для католиков требованиями веротерпимости.
Многие протестантские идеологи рассматривали свои общины как «Новый Израиль», избранный Богом после Второго Исхода для святости. Библейские указания, даже ветхозаветные, возводились в непререкаемую норму. Огромное внимание уделялось образованию, особенно воскресным школам для детей. Уже в 1636 году был основан Гарвардский колледж, первоначально — для подготовки богословов; было открыто множество публичных библиотек. К 1760 году колледжей было уже шесть.
Новые идеи в развитие американского протестантизма внёс Роджер Уильямс (1603—1683), убеждённый сторонник свободы совести, противник всякого принуждения и религиозного единообразия. Себя он называл «искатель» (seeker). Приговорённый к изгнанию и чуть не замёрзший в дороге, он был спасён индейцами. Уильямс основал колонию Провиденс, которая стала убежищем для баптистов и других религиозных диссидентов. Со временем колония заняла весь остров Род-Айленд и стала самым маленьким штатом США; Уильямс стал её первым губернатором. В 1647 году был утверждён свод законов штата, и впервые в мире были провозглашены неограниченная свобода совести (включая католиков и евреев) и принцип «разрешено всё, что не запрещает закон».
В 1691 году Вильгельм III Оранский издал хартию, отменившую все действовавшие в американских колониях религиозные ограничения гражданских прав (кроме католиков). К этому времени относится и пресловутый процесс «салемских ведьм» (1692) над 150 обвиняемыми, в основном женщинами. В результате 19 человек были повешены, один побит камнями, несколько заключённых умерли в тюрьме. Сомнения в правильности обвинений росли, и в 1697 году судьи признали свою ошибку. В 1702 году решение суда было признано незаконным.
Как хартия короля, так и салемский процесс способствовали прекращению веры в создание «государства святых». К середине XVIII века она уступила место тезису о том, что все люди имеют одинаковые шансы на спасение (движение «ривайвелизма»). Конгрегационализм и англиканство постепенно теряли позиции в колониях; этому способствовала интенсивная эмиграция лютеран из Германии и Скандинавии, католиков из Ирландии и др., а также умелая миссионерская деятельность методистов и баптистов. Однако общая мессианская тенденция рассматривать США как избранную Богом страну нового Израиля сохранилась до наших дней.
При всём разнообразии религиозной карты США, протестантизм доминирует; более того, католицизм, англиканство и даже иудаизм в США приобрели некоторые черты сходства с протестантизмом. Например, англикане в 1780-х гг. основали Протестантскую епископальную церковь США с широким представительством мирян и упрощённым богослужением.

### Франция
Религиозное противостояние во Франции было длительным и ожесточённым, поскольку как королевская власть, так и большинство простонародья неизменно поддерживали католицизм. Протестантское движение, преимущественно кальвинистское, имело успех в основном на юге страны, однако немало сторонников Реформации было рассеяно по всей территории страны. Часть аристократии использовала Реформацию как способ упрочить свою политическую автономию от королевской власти. Во Франции протестантов называли «гугенотами».
Жестокие репрессии против французских «еретиков» продолжались всю первую половину XVI века. Положение особенно обострилось после случайной гибели короля Генриха II на турнире (1559 год). Преемники короля Франциск II и Карл IX вынуждены были считаться с тем, что искоренение гугенотов играет на руку их соперникам в борьбе за престол — Гизам. Гугеноты, в порядке ответной интриги, организовали Амбуазский заговор с целью нейтрализовать Гизов и привести к власти дом Бурбонов, симпатизировавший протестантам (1560 год). Однако заговор провалился.
Для умиротворения накалённой ситуации был издан Сен-Жерменский эдикт (1562), гарантировавший гугенотам ограниченную веротерпимость в строго определенных регионах. Но вскоре герцог Франциск де Гиз обнаружил гугенотов, отправлявших богослужение за пределами установленных границ, и открыл огонь. «Бойня в Васси» стала началом религиозных войн во Франции. Гугенотов возглавил принц крови Луи Конде из дома Бурбонов. Одна за другой последовали три безрезультатные военные кампании. Во время первой из них погиб Конде, а Франциск де Гиз пал от руки убийцы. Его сын Генрих де Гиз считал, что к этому причастен Колиньи, новый лидер гугенотов.
В конце десятилетнего периода безрезультатной вражды Екатерина предприняла вторую попытку примирения, скрепив её браком Генриха Наваррского Бурбона, сына королевы Наварры Жанны д’Альбре и главной надежды гугенотов, со своей дочерью, католичкой Маргаритой Валуа. Вожаки всех партий прибыли на свадьбу в Париж. Герцог Гиз предпринял неудачное покушение на Колиньи. Затем Гиз, с молчаливого согласия Екатерины и её сына Карла, попытался убить всех лидеров гугенотской партии во время резни в Варфоломеевскую ночь в августе 1572 года. За этим последовали кровавые бойни в провинциях.
Через два года (1574) Карла IX сменил на троне его брат, Генрих III. Поскольку все дети Генриха III умерли, его наследником становился Генрих Наваррский. Потомки Франциска Гиза не могли с этим смириться и предложили трон кардиналу Карлу Бурбону, дяде Генриха Наваррского. В 1585 году папа Сикст V лишил Генриха Наваррского права на престолонаследие. Генрих III заключил союз с Генрихом Наваррским, а Генрих Гиз решил бороться со сложившейся ситуацией военными методами и ввёл войско в Париж, однако не смог ни о чем договориться с парижанами. В октябре 1588 года в Париже были созваны Генеральные Штаты, которые приняли решение прервать войну. Генрих Гиз не согласился на это, за что был убит по приказу Генриха III, который, однако, вскоре тоже был зарезан фанатичным католиком Жаком Клеманом.
Началось военное противостояние между Генрихом Наваррским и Гизами. Три месяца войска Генриха осаждали Париж, за стенами которого скрывались представители Католической лиги. Противостояние закончилось тем, что Генрих Наваррский согласился принять католицизм (произнеся при этом легендарную фразу «Париж стоит мессы») и в феврале 1594 года был коронован под именем Генриха IV.
Чтобы восстановить в стране мир и ослабить анти-абсолютистские силы, в 1598 году он издал Нантский эдикт, который предоставлял гугенотам свободу совести (по-прежнему, правда, не во всех регионах) и право на полноправное участие в общественной жизни. Первое время эдикт соблюдался, но постепенно преследование гугенотов усиливалось. В 1685 году король Людовик XIV объявил об официальной отмене эдикта и полном запрете протестантства во Франции . За этим последовал массовый исход гугенотов, в основном в Нидерланды и Англию.

### Швейцария
Швейцария стала в XVI веке центром распространения кальвинизма. В отличие от Англии или Скандинавии, швейцарская Реформация началась снизу — как массовое народное движение. Швейцария изначально состояла из кантонов, пользовавшихся широкой автономией, поэтому кантоны (и даже отдельные города) сами принимали решение, какую конфессию поддерживать. В результате религиозная карта Швейцарии обнаруживает довольно пёструю картину.
У истоков швейцарской Реформации стоял цюрихский проповедник Ульрих Цвингли. Вскоре после начала лютеровской Реформации, в 1522 году, Цвингли в своих проповедях и в открытых письмах стал выдвигать сходные программные требования, оформленные в виде 67 тезисов. В 1523 году он триумфально провёл диспут по тематике своих тезисов, после которого возглавил в Цюрихе радикальную церковную реформу. Были отменены безбрачие священников, почитание икон и мощей святых, введены демократическое устройство и формирование церковной иерархии (конгрегационализм). Для подготовки кадров новой церкви в Цюрихе был открыт университет — Каролинум. Помимо этого, были реорганизованы имеющиеся церковные школы и открыто много новых.
Примеру Цюриха последовали Берн, Базель, Шаффхаузен, Санкт-Галлен и Гларус, где постепенно к власти пришли сторонники Реформации, однако часть так называемых лесных кантонов (Швиц, Ури, Унтервальден, Цуг) и города Люцерн и Фрибур остались верны католицизму. В конфедерации назревал раскол. В довершение неприятностей начались мятежи анабаптистов, с которыми справились только в 1527 году.
В 1528 году католическая церковь предала Цвингли проклятию, а между кантонами начались боевые действия. Первый конфликт (1529 год) удалось быстро урегулировать (в пользу протестантов), но вскоре католики привлекли себе в помощь эрцгерцога Австрии Фердинанда, и в 1531 году началась «вторая каппельская война». Немецкие лютеране отказались поддержать реформатов из-за разногласий в вероучении, в результате небольшой отряд Цвингли был разбит, а сам реформатор погиб в бою.
20 ноября 1531 года был заключен мирный договор, в результате которого католицизм был насильственно водворён на спорных территориях. О проведении Реформации в других кантонах не могло быть и речи. Всё же Швейцария осталась одним из главных оплотов Реформации, однако центр движения сместился из немецких кантонов во французские — из Цюриха в Женеву.
Новый протестантский вождь появился в Швейцарии в 1536 году, им стал приглашённый женевскими реформатами Жан Кальвин. После нелёгкой борьбы (1536—1540 годы) женевские власти признали его авторитет, и Кальвин приступил к реализации своей программы. Были определены четыре класса служителей в Церкви: пасторы (в их задачу входила проповедь и поддержание дисциплины), учителя (обучение основам вероучения), диаконы (благотворительная работа), а над всеми ними находилась Консистория из пресвитеров, которая должна была надзирать за богословием и моральными устоями общества, а при необходимости прибегать даже к отлучению от Церкви. Наказания за неподобающее поведение были жестокими — так, в 1546 году 58 человек было казнено и 76 сослано. В частности, в 1553 году власти города Женевы по решению Консистории сожгли известного учёного и проповедника Мигеля Сервета, который проповедовал антитринитарное учение.
В 1559 году была создана Женевская академия, занявшаяся подготовкой кадров для новой конфессии. Из Женевы учение реформатов распространилось в многие страны Европы: Францию, Шотландию, Венгрию, Польшу, Нидерланды и даже Германию. В настоящее время реформаты являются одной из крупнейших протестантских деноминаций. Сам Кальвин умер в 1564 году, а его преемником стал Теодор Беза, ректор Академии.
Религиозные разногласия будоражили страну вплоть до середины XIX века, сказавшись на формировании единого государства. Кантоны в зависимости от вероисповедания создавали альянсы и союзы, вели между собой войны. Мир воцарился окончательно в 1848 году. В настоящее время протестанты различных конфессий составляют около 49 % населения, католики — примерно столько же. Крупнейшая протестантская религиозная организация — Евангелическо-реформатская церковь Швейцарии.

### Швеция и Финляндия
Реформация в Швеции и Финляндии, которые в XVI веке были единой страной, вначале не встретила массовой поддержки. В частности, король Густав Васа в 1523 году издал указ, запрещавший под угрозой лишения имущества и смертной казни изучать произведения Лютера. Однако уже в следующем, 1524 году, возник острый конфликт между королём и папой Клементом VII по поводу избрания нового архиепископа. В результате отношения с папством были прерваны и больше не возобновлялись, король начал постепенный перевод церковной структуры на лютеранскую основу. С 1525 года началось проведение богослужений на шведском языке, в 1526 году был издан перевод Нового Завета (в 1541 году — всей Библии), и король обязал все церкви купить эти издания.
В 1527 году на Вестеросском риксдаге король был провозглашён главой Шведской Церкви, а имущество монастырей было конфисковано в пользу короны. Ввиду отсутствия ожесточённого противостояния между римскими католиками и приверженцами Реформации, имевшего место в странах Центральной Европы, различия во внешнем характере богослужений реформированной и Римско-католической Церкви были минимальны.
В 1531 году архиепископом Швеции был назначен Лаурентиус Петри, убеждённый протестант и брат известного лютеранского проповедника Олауса Петри. Под руководством нового архиепископа в 1536 году в Уппсале состоялся Церковный собор, на котором лютеранские церковные книги были признаны обязательными для всей Швеции. Целибат был отменён. В 1571 году Лаврентием Петри был разработан «Шведский церковный устав», в котором определялась организационная структура и характер самоуправляющейся Шведской Церкви. Пасторы и миряне получали возможность выбирать епископов, однако окончательное утверждение кандидатов стало прерогативой короля. Этот порядок в основном сохранился до настоящего времени. Первым лютеранским епископом Финляндии (в Або, 1550 год) стал Микаэль Агрикола, который составил первый букварь финского языка и перевёл на финский Новый Завет и части Ветхого Завета.

## История протестантских конфессий
- Дерево христианства на середину XVI века

Дробление протестантских конфессий происходило и происходит практически непрерывно. Только в XX веке появилоь мощное обратное течение: экуменизм (см. ниже). Далее вкратце изложена история образования крупнейших протестантских конфессий.

### Лютеране
Первоначально лютеранами называли всех протестантов (в Российской империи это именование существовало фактически до революции). Самоназванием лютеран долгое время было: евангелические христиане.
Многие положения Лютера были после него пересмотрены. Оформились несколько различных школ внутри лютеранства. Под давлением князей было составлено в качестве единого лютеранского канона сначала «Франкфуртское отступление», а в 1580 году «Книга согласия». Объединение лютеран было достигнуто ценой углубления разногласий с кальвинистами.
На развитие лютеранства в XVIII веке значительное влияние оказали деизм и рационализм, а также введенное в XVII веке понятие «естественной религии». Возникли экзотические философские системы Лейбница и Христиана Вольфа, возродились антитринитарные воззрения, положено начало научной текстологии Библии. В XIX веке появилась либеральная теология и критическая библеистика Давида Фридриха Штрауса и его ученика Фердинанда Баура, развенчавшая множество ранее незыблемых мнений. Диапазон мнений в лютеранстве весьма широк.
Сейчас лютеран в мире около 85 млн.

### Кальвинисты
В Германии идеология Кальвина преобладала в основном вдоль Рейна; в восточной Европе кальвинизм приняли антинемецки настроенные протестанты. Значительное влияние кальвинизм получил в Нидерландах и Шотландии (Джон Нокс).
Варфоломеевская ночь (1572) и истребление гугенотской верхушки не помогли французским властям справиться с гугенотами. На некоторое время, после Нантского эдикта о веротерпимости (1598), установился мир, но уже в 1629 году Ришельё ограничил права гугенотов, а в 1685 году Нантский эдикт был отменён. Около 1 млн человек были вынуждены покинуть Францию. Только в 1802 году Наполеон узаконил протестантство.
Безуспешными оказались и отчаянные попытки Испании искоренить протестантство в Нидерландах, где число «мучеников веры» оценивается в 100000 человек. Были там и лютеране (Вильгельм I Оранский вначале перешёл из католичества в лютеранство, и лишь потом стал реформатом), но преобладали кальвинисты. В 1609 году Испания была вынуждена признать Соединённые провинции Голландии, сохранив за собой католический юг Нидерландов (нынешнюю Бельгию).
Широко распространившись, идеология кальвинизма оказала существенное влияние на историю человечества. Она способствовала формированию тираноборческой тенденции XVII—XIX вв. и участвовала в формировании США. По мнению Макса Вебера, именно протестантская этика кальвинизма ответственна за «дух капитализма». Современные исследователи, впрочем, в основном считают, что Вебер преувеличил эту связь: его книга адекватно описывает только эволюцию капитализма в США, да и то лишь в общих чертах.

### Англикане
Вероисповедная база англикан утверждена в 1571 году («Тридцать девять статей») и практически в неизменном виде дошла до наших дней. Другие протестанты считают англиканство эклектичным сочетанием несовместимых доктрин, но сами англикане уверены, что выбрали золотую середину (Елизавета писала о «среднем пути»).
Из особенностей англиканской церкви надо упомянуть абсолютную лояльность трону как религиозный долг. 24 старших епископа — члены палаты лордов. Веротерпимость долгое время не распространялась на католиков: Джон Локк доказывал, что атеист — угроза для нравственности, а католик — для государства. Попытка Якова II легализовать католицизм закончилась его свержением.
Внутри англиканства происходила борьба различных школ, но никаких притеснений и попыток установить ортодоксию не было. Если высшее духовенство, т. н. «Высокая церковь», выступали за дистанцирование от континентальных протестантов, то значительным влиянием пользовалась более близкая к кальвинистам «Низкая церковь», политически поддерживавшая вигов. Вскоре образовалось объединительное течение «Широкая церковь».
В XIX веке католические монастыри были восстановлены. Во второй половине XX века англикане и католики объявили о сотрудничестве.
Сейчас англикан около 70 млн, из них в Англии — 26 млн, в США — примерно 2,4 млн. Национальные церкви других стран автономны, но входят в «Англиканское Сообщество». Вероисповедная основа: упомянутые выше 39 статей. Сообщество проводит Ламбетские конференции и (раз в 5 лет) пан-англиканские конгрессы, решения которых имеют рекомендательный характер. Активно отстаивают экуменизм, с 1994 г. в Великобритании разрешили женское священство (в США, Канаде и Новой Зеландии — ещё раньше, в 1980-е гг.), что затруднило сближение с католиками.

### Методисты
Основателем данного течения стал Джон Уэсли (1703—1791), сын англиканского пастора. Он создал
(вместе с младшим братом Чарльзом) общину, прозвище «методисты» они получили за регулярную благотворительность. Вскоре оба брата стали священниками. Община быстро росла, к концу жизни Уэсли насчитывала около 134000 членов. Организационно это чисто протестантская конфессия, но вероучение у неё в некоторых отношениях довольно близко к англиканскому. В 1785 году, ещё при жизни Уэсли, наступил разрыв общины с англиканством. В 1932 году было объявлено о создании единой «Методистской церкви», отношения её с англиканской вполне тёплые.
Методисты вели чрезвычайно активную проповедническую деятельность. Большой успех она имела в Америке; в 1939 году там возникла объединённая Методистская церковь, одна из самых влиятельных в США (сначала негры состояли в отдельной церкви). Значительные общины методистов имеются в Ирландии, Канаде, Австралии и Новой Зеландии. Всего число методистов на конец XX века оценивается в 50 млн. В США методистов около 15 млн, из них 10 млн входят в Объединённую методистскую церковь.
Верующие методисты, по степени святости, делятся на несколько разрядов. Другое отличие от англиканства: широкое участие мирян в церковной жизни. Ведётся активная социальная и благотворительная деятельность, церковь выступает с экуменических позиций.
В России методистские общины появились в 1907 году; их деятельность была разрешена в 1913—1923 гг., затем запрещена и вновь разрешена в 1991 году. В СССР была только одна разрешённая властями Методистская церковь Эстонии. С 1992 года действует Российская объединённая Методистская церковь.
В 1860-х гг. от методистов отделилась группа, создавшая позднее чрезвычайно активную организацию под названием «Армия спасения» (1878); они охотно работали с самыми отверженными членами общества. Члены этой общины («салютисты») встречаются на всех континентах, число их миссий («постов») в мире примерно 20000.

### Квакеры
Распространённое название конфессии происходит от англ. quakers — трепещущие, самоназвание: «Религиозное общество Друзей (квакеров)». Их численность невелика (в США — порядка 100 000, в Европе — примерно 25 000, в Африке — около 160 000, в Латинской Америке — порядка 30 000), но они широко известны активной благотворительностью. Основатель — проповедник Джордж Фокс (1624—1691).
Квакеры исповедуют равенство всех перед Богом, не признают титулы, не имеют церковной иерархии (а либеральные квакеры — и пасторов), не признают никаких внешних обрядов (даже крещения), отвергают воинскую повинность и судебную присягу. Любовь к ближнему, по их убеждению, должна проявляться в делах, поэтому они чрезвычайно деятельны. Молитвенные собрания проходят у либеральных квакеров в тишине, у евангельских — с пасторской проповедью и с элементами молчаливого ожидания. На ежемесячных деловых собраниях решения обычно принимаются консенсусом. Библейские предания понимаются как аллегории. Основа их этики: в каждом человеке есть частица Бога («внутренний свет»), к которому надо прислушиваться; убийство человека не может быть оправдано никакими соображениями.
Ученик Фокса Уильям Пенн (1644—1718) основал в Америке Пенсильванию. Другим квакерским штатом считался Нью-Джерси. В США община быстро разбогатела. Квакеры США боролись против рабства, проповедовали универсальный гуманизм и пацифизм. Позднее американская община распалась на ряд независимых организаций; в некоторых из них появились пасторы. Британские квакеры не имеют пасторов.
Квакеры долгое время подвергались жестоким преследованием в разных странах за отказ от воинской службы и «неуважение к суду».

### Баптисты
Основатель конфессии — англиканский священник и богослов Джон Смит (1565—1612). Под влиянием конгрегационалистских идей он порвал с англиканством и основал в Гейнсборо отдельную общину. Под давлением властей Якова I община вынуждена была эмигрировать в Амстердам, где сблизилась с меннонитами.
В Голландии Смит составил свой символ веры и заново крестил всех членов общины, включая себя; отсюда название «баптисты» («крестители»). Смит считал, что после правильного крещения человек обретает святость. Крещение младенцев запрещается.
После смерти Смита (1612) община вернулась в Англию (в Лондон) и согласовала «Декларацию веры», действующую до наших дней. В отличие от других протестантов, баптисты вначале отвергали предопределение и верили, что у каждого есть шанс спастись. В 1644 году к ним присоединилась община Джекоба-Спилберга, близкая к конгрегационалистам, в том числе частично признававшая предопределение.
Вскоре репрессии против баптистов вынудили значительную их часть переселиться в Америку. В годы Английской революции число баптистов в Англии и их влияние заметно выросли.
Акт о веротерпимости 1689 г. снял все ограничения; вскоре была создана Генеральная Ассамблея баптистов, объединившая 107 общин. С обретением США независимости была резко расширена миссионерская деятельность баптистов, особенно среди негров. В наши дни это одна из самых массовых протестантских конфессий — около 43 млн верующих в 200 странах, больше всего — в США. Американская община всегда выступала против рабства и активно действовала среди негров; сейчас 3/4 верующих негров
США — баптисты. Баптистом был, например, Мартин Лютер Кинг.
С конца XIX века первоначальная идеология баптизма размывается. В работы теологов проникают антитринитаристские идеи, в общину допускаются верующие без второго крещения. Прежде единая конфессия раскололась на «общих» и «частных» баптистов, затем появились несколько автономных церквей с различными вариациями баптистского вероучения: Баптистская церковь Христа, Баптисты
седьмого дня и др.
В 1905 году состоялся I Всемирный конгресс баптистов, где был создан Всемирный союз баптистов. Сейчас он объединяет около 200 национальных союзов.

### Адвентисты
В 1830-х годах, под влиянием проповедей баптиста Уильяма Миллера (1782—1849), многие верующие США ожидали скорое Второе пришествие; их стали называть адвентистами, от лат. adventus — пришествие. На основании пророчеств книги Даниила Миллер начал учить о втором пришествии Иисуса Христа в 1843 году; затем его последователями эта дата была перенесена на 1844 год. После так называемого «великого разочарования» в этом году многие сторонники его идей отошли от адвентизма, а оставшиеся разделились на несколько групп. Попытки в 1845 году на конференции в Олбани выработать новый курс движения адвентистов-миллеритов закончились расколом на несколько групп, которые известные под названием «Вторые адвентисты». Вероучение адвентистов почти повторяло баптистское, дополненное положениями о скором Втором пришествии.
После 1844 года возникли первые группы адвентистов, соблюдающих субботу. Один из организаторов церкви адвентистов седьмого дня Джозеф Бейтс убедил в необходимости соблюдения субботы молодых супругов, Джеймс и Эллен Уайт, которые потом сыграли важную роль в истории этой организации. Супруги Уайт, Джозеф Бейтс и их сторонники начали активно распространять идеи о необходимости соблюдения субботы и о близком пришествии Иисуса Христа после окончания следственного суда на небесах (в их понимании он был связан со служением Иисуса Христа как Первосвященника во втором отделении небесного храма). 1863 году группы адвентистов, соблюдающих субботу, создали единую организацию — «Церковь адвентистов Седьмого Дня». Всего число адвентистов в мире составляло в 1988 году примерно 6,4 млн , а по последним официальным данным численность организации составляет 16,3 млн (2011).
Особое внимание адвентисты уделяют поддержанию тела в физической и нравственной чистоте; верующим запрещены алкоголь, табак. Значительная часть адвентистов — вегетарианцы. АСД основала множество приютов и больниц.

### Пятидесятники
В начале XX века среди методистов США наблюдалось несколько случаев глоссолалий, напоминающих события, описанные в «Деяниях», когда апостолы в день Пятидесятницы заговорили на неведомых языках. Пастор Чарльз Пархэм счёл это «третьим благословением» — крещением Святым Духом — и стал проповедовать в южных штатах. Мощным толчком к всемирному распространению пятидесятнического движения послужили события на Азуза-стрит. В 1914 году на Всеамериканской пятидесятнической конференции была создана новая конфессия, принявшая название «Ассамблеи Бога».
В течение первых двух десятилетий своего существования, пятидесятническое движение распространилось на все континенты. В 1921 году в советскую Россию прибыл пятидесятнический миссионер Иван Воронаев.
Начиная с 1947 года пятидесятники собираются на Всемирные пятидесятнические конференции. Благодаря интенсивному миссионерству, численность пятидесятников неуклонно растёт и в настоящий момент оценивается в 279 млн, из них в США около 20 млн. Как одно из направлений в пятидесятничестве часто рассматривают харизматическое движение, которое могут выделять и в самостоятельное направление в протестантизме.

## История конфессий, принадлежность которых к протестантству не общепризнана

### Свидетели Иеговы
Сами свидетели Иеговы не относят себя к протестантам, поскольку во многих принципиальных вопросах их позиция отличается от позиции протестантских конфессий. В частности, Свидетели Иеговы отвергают учения о триединстве Бога (считая Иисуса Христа не равным Богу) и бессмертии души для грешников. По этим же причинам теологи других конфессий исключают свидетелей Иеговы не только из числа протестантских, но и из числа христианских конфессий, предлагая считать идеологию этой общины «парахристианской» или «псевдохристианской». Свидетели Иеговы не участвуют в экуменическом движении и не входят во Всемирный совет церквей, поскольку Всемирный Совет церквей определяет себя как «содружество церквей, которые признают Господа нашего Иисуса Христа Богом и Спасителем». Большинство научных религиоведческих исследований относят свидетелей Иеговы к протестантским конфессиям. Большая российская энциклопедия предлагает причислить эту конфессию к так называемым «Новым религиозным движениям».
Основателем этой религиозной организации был Чарльз Рассел (1852—1916), по происхождению пресвитерианин, который вначале разделял воззрения одной из групп адвентистов. Он принял её точку зрения, что в 1874 году началось Второе пришествие (парусия), но оно было невидимым, а порвав и с адвентистами, он объявил, что в 1914 году грядет Тысячелетнее царство Христа. Эти идеи он пропагандировал в проповедях и брошюрах, а в 1879 году начал выходить журнал «Сторожевая башня». Впоследствии, уже после смерти Рассела, Рутерфорд объявил, что 1914 год относится к началу невидимого присутствия Христа (Рассел считал этой датой 1874 год) — Сатана низвергается на Землю (Откровение 12:9) и тем самым плодит на ней зло (Откровение 12:12).
В 1931 году на общем конгрессе в городе Колумбус (Огайо) было решено именовать общину «свидетелями Иеговы» (прежние названия: «Исследователи Библии», с 1881 года — «Общество Сторожевой башни»). Главой конфессии считается Иисус Христос, непосредственное руководство организацией осуществляет Руководящий совет — коллегия из старейшин.
Свидетели Иеговы придают особое значение «истинному имени Бога» Иегова, Иисус у них — не ипостась Бога, а сотворён Иеговой, будут воскрешены к небесной жизни только 144 000 избранных, прочие верующие будут в земном раю, а нераскаявшиеся грешники погибнут навеки. Свидетели Иеговы воздерживаются от крови, не употребляя её в пищу и заменяя переливание крови альтернативными методами лечения, отказываются от военной службы, сторонятся экуменизма.
Общая численность свидетелей Иеговы к 2008 году оценивалась в 8 млн, из них четверть — в США; в России их около 160 тысяч.

## История протестантской теологии
1. Ортодоксальная теология XVI—XVII веков (М. Лютер, Ж. Кальвин, У. Цвингли, Я. Арминий; позднее, в XIX веке была раскрыта в учении А. Кёйпера и др).
2. Неопротестантская, или либеральная теология XIX—XX веков (Ф. Шлейермахер, А. Ритчль Э. Трёльч, А. Гарнак), а также на основе исследований таких библеистов как Ю. Велльгаузен. XX век — Дж. Робинсон и др.
3. «Теология кризиса» (диалектическая теология или неортодоксия), появившаяся после Первой мировой войны (К. Барт, П. Тиллих, Р. Бультман, Р. Нибур, Ф. Гогартен, Э. Бруннер), основой послужили мысли философа-экзистенциалиста С. Кьеркегора.
4. Радикальная, или «новая» (практическая) теология, распространившаяся после Второй мировой войны (Д. Бонхёффер, Мартин Лютер Кинг).
5. Феминистская теология[39], вышла на основе либеральных тенденций и социального переосмысления во второй половине XX века (Филлис Трайбл).

## Экуменизм
Идея всемирного единства христиан, их сплочения во Вселенскую церковь вызывала интерес уже в XIX веке, когда были созданы первые межконфессиональные объединения — молодёжи, женщин, библейские общества и др. Особый успех имели миссионерские объединения. В 1875 году был основан Всемирный союз реформатских церквей; их примеру последовали методисты, лютеране и другие.
Широчайший размах экуменизм приобрёл в начале XX века, особенно после I мировой войны. В 1910 году в Эдинбурге состоялась Всемирная миссионерская конференция, учредившая два экуменических комитета. В 1925 году в Стокгольме прошла Международная христианская конференция. Сторонники экуменизма призывали преодолеть последствия расколов: IV век (арианство), XI век (схизма), XVI век (протестантство) и др. В области светской жизни они выступали против войны, за традиционные христианские идеалы. Католики до II Ватиканского собора не принимали участия в экуменическом движении. РПЦ участвовала в конференции 1925 г. в качестве наблюдателей.
В 1948 году в Амстердаме состоялась Ассамблея, объявившая о создании Всемирного Совета Церквей (ВСЦ) из 147 религиозных общин и организаций. Туда вошли такие авторитетные организации, как Международный миссионерский совет, Всемирный совет по христианскому образованию, «Жизнь и деятельность», «Вера и церковное устройство» и др. Ассамблеи ВСЦ собираются раз в 7 лет. Штаб-квартира ВСЦ находится в Боссе (Швейцария), близ Женевы. В 2007 году в ВСЦ было 337 членов. Кроме информационной и миссионерской, ВСЦ ведёт широкую благотворительную и социально-политическую деятельность, выступает за права женщин на священство.
III Генеральная Ассамблея ВСЦ (Нью-Дели, 1961) приняла общий вероисповедный базис: «ВСЦ есть братство церквей, признающих Господа нашего Иисуса Христа Богом и Спасителем». Главная цель ВСЦ — способствовать христианскому единству путём живых и братских контактов между независимыми церквами. В этом же 1961 году в ВСЦ вступила Русская православная церковь; её примеру последовали Грузинская, Армянская, Болгарская и Румынская церкви.
Папа Пий XI осудил экуменизм (1928). И сейчас католическая церковь не входит в ВСЦ (хотя присутствует как наблюдатель на Ассамблеях), однако декларирует доброжелательное отношение к нему и к протестантизму вообще. В 1966 году папа Павел VI дружески принял архиепископа Кентерберийского; состоялись несколько визитов пап в штаб-квартиру ВСЦ. II Ватиканский собор (1962—1965) после жарких дебатов одобрил начало официального сотрудничества с ВСЦ. Представители Рима даже участвовали в праздновании юбилея Реформации (1970) и 500-летия Лютера (1983). Многие теологи заявляют, что безразличие к религии — сейчас общий и главный враг всех конфессий, и во имя борьбы с ним необходимо сплочение.

### Труды основоположников
- Кальвин Ж. Наставление в христианской вере. М.: РГГУ, 1997—1999.
- Книга согласия. Вероисповедание и учение лютеранской церкви. Duncanville: World Wide Printing, Минск: Фонд «Лютеранское наследие», 1998.
- Лютер, Мартин. 95 тезисов (1517). СПб.: Роза мира, 2002.

### Научные исследования
- Гараджа В. И. Протестантизм. — М.: Политиздат, 1971. — 200 с.
- Гейссер, Людвиг. История Реформации в Швейцарии, Дании, Швеции и Англии (1850) // Лютер, Мартин. О свободе христианина. [Сборник]. Уфа: ARC, 2013. С. 489—531. ISBN 978-5-905551-05-5.
- Каретникова М. С. Протестантизм. Лекции, прочитанные для радиопрограммы «Актуально-Насущно». — Третье изд. — СПб.: Библия для всех, 2008. — 109 с. — ISBN 5-7454-0398-5.
- Куропаткина С. В. Протестантизм // Большая российская энциклопедия.
- Митрохин Л. Н. Баптизм: история и современность. СПб.: Изд-во РХГИ, 1997.
- Никонов К. И., Тажуризина З. А. Протестантизм // История религии. В 2 томах, том 2. М.: Высшая школа, 2004.
- Очерки истории западного протестантизма. М.: Институт всеобщей истории РАН, 1995.
- Ревуненкова Н. Протестантизм. — 2-е изд.. — СПб.: Питер, 2007. — 224 с. — ISBN 978-5-469-0165.
- Чанышев А. Н. Протестантизм. М.: Наука, 1969.

#### Протестантизм в России
- Васильева О. А. Современный русский протестантизм: в поисках себя. Материалы VII Молодежной научной конференции по проблемам философии, религии, культуры Востока. Серия «Symposium». Выпуск 33. СПб.: Санкт-Петербургское философское общество, 2004. C. 96-100.
- Потапова Н. В. Вероисповедная политика Российской империи и религиозная жизнь Дальнего Востока во второй половине XIX — начале XX вв. (на примере Сахалина). — Южно-Сахалинск: СахГУ, 2009. — 315 с. — (Монографии ученых Сахалинского государственного университета). — ISBN 978-5-88811-244-1.
- Филатов С. Б., Струкова А. От протестантизма в России к русскому протестантизму. «Неприкосновенный запас» № 6(32) (2003).
- Филимонов Э. Г. Протестантизм в России // Религии народов современной России. Словарь. – М., 1999, с. 393—396